# Nie oglądaj się teraz
Nie oglądaj się teraz (tytuł oryg. Don't Look Now) – filmowy horror z roku 1973, powstały na podstawie noweli brytyjskiej pisarki Daphne du Maurier, koprodukcja brytyjsko-włoska. Premiera filmu odbyła się 9 grudnia 1973 roku w Nowym Jorku.

## Fabuła
Po tragicznej śmierci córki, Anglicy John i Laura Baxterowie przeprowadzają się do Wenecji, gdzie John ma pracować przy konserwacji zabytkowego kościoła. Na drodze małżeństwa stają dwie starsze siostry, z których jedna utrzymuje, iż jest wróżką i w swych wizjach widzi zmarłe dziecko Baxterów. Także John wkrótce zaczyna doświadczać zagadkowych wizji. Sytuacja intryguje Laurę.

## Obsada
- Julie Christie – Laura Baxter
- Donald Sutherland – John Baxter
- Hilary Mason – Heather
- Clelia Matania – Wendy
- Massimo Serato – biskup Barbarrigo
- Renato Scarpa – inspektor Longhi